# 科尔泰米利亚
科尔泰米利亚（義大利語：Cortemilia），是意大利库内奥省的一个市镇。总面积24平方公里，人口2488人，人口密度103.7人/平方公里（2009年）。ISTAT代码为004073。